# 北俠歐陽春
《北俠歐陽春》（英語：The Northern Swordsman），是一部1999年上映的香港武俠電影，本片有另名為宋朝風月，但卻被其他人以為是兩套電影，本片主要是錢小豪、陳法蓉等主演。

## 劇情
歐陽春為歐陽銓的兒子，武功深不可測，他有一個青梅竹馬叫萍兒。
一天，他們兩人見到一個比武招親的告示，妻子為龐太師的女兒龐娟，在龐府為場地，多人去比武，但通通失敗。這時，女扮男裝的萍兒假扮歐陽春被招進太師府，這龐娟愛慕不已。但是，一天萍兒偷聼到龐太師和王爺的密謀，所以，萍兒偷走了他們密謀的書，這也令歐陽家開始痲煩了。龐太師得知后，派人追殺歐陽春...

## 人物角色
| 角色名稱 | 演員   | 配音員 | 備註                                                                                                 |
| -------- | ------ | ------ | --- |
| 歐陽春   | 錢小豪 | 葉振聲 | 春兒 歐陽雄的兒子 萍兒的青梅竹馬好友 龐太師之天敵 被龐太師陷害                                       |
| 龐娟     | 陳法蓉 | 雷碧娜 | 龐太師的女兒 愛慕萍兒女扮男裝的歐陽春 最后被龐太師手下殺害                                           |
| 歐陽天   | 曹查理 | 鄧榮銾 | 歐陽春的叔叔 歐陽雄之弟 萍兒之父                                                                     |
| 歐陽雄   | 徐錦江 | 陳旭明 | 歐陽春之父 歐陽天之兄 萍兒之父 最后龐太師手下殺死                                                    |
| 龐太師   | 成奎安 | 陳旭明 | 歐陽春之天敵 陷害歐陽春 在得知萍兒偷走了自己和王爺密謀的書后派人追殺歐陽春 害死龐娟、歐陽雄及萍兒    |
| 老婆子   | 黎強權 | 葉振聲 | 歐陽春之天敵 龐太師之手下 最后被歐陽春殺死                                                           |
| 龐手下   | 行宇   | 羅君左 | 歐陽春之天敵 龐太師之手下 最后被歐陽春殺死                                                           |
| 龐手下   | 高飛   | 鄧榮銾 | 龐太師之手下 殺死歐陽雄 最后被歐陽春殺死                                                             |
| 武二郎   | 羅家英 | 羅君左 | 比武招親的參賽者 被龐太師騙走                                                                        |
| 萍兒     | 趙敏   |        | 歐陽春的青梅竹馬好友 被龐太師得知偷走了他和王爺密謀的書后間接令他派人追殺歐陽春 最后被龐太師手下殺害 |

## 外部連結
- 香港影庫上《北俠歐陽春》的資料（繁體中文）
- 豆瓣电影上《北俠歐陽春》的資料 （简体中文）